# Akpınar (stad)
Akpınar, is een stadje binnen de Turkse provincie Kırşehir en Akpınar.
Akpınar heeft stadsrechten sinds juli 1987. Totale bevolking is 3791 mensen.
Stad is gelegen op landelijk belangrijk wegennet en daardoor geschikt om door te groeien. Bron van inkomsten is landbouw en veehouderij, bruto nationale product is vrij laag in vergelijking met het rest van het land.